# Marcel Pointner
Marcel Pointner (* 4. Jänner 1998) ist ein österreichischer Fußballspieler.

## Karriere
Pointner begann seine Karriere beim ASK St. Valentin. 2012 kam er in die AKA Linz, in der er bis 2016 spielte. Im März 2016 kam er erstmals für die SPG FC Pasching/LASK Juniors in der Regionalliga zum Einsatz, als er am 20. Spieltag der Saison 2015/16 gegen den SV Wallern in der 68. Minute für Mark Große eingewechselt wurde.
Seinen ersten Treffer in der Regionalliga erzielte er im August 2016 bei einem 1:0-Sieg gegen den SK Austria Klagenfurt. Mit den Juniors stieg er 2018 in die 2. Liga auf. In der Aufstiegssaison 2017/18 kam Pointner in 28 Spielen in der Regionalliga zum Einsatz und erzielte dabei vier Tore.
Sein Debüt in der zweithöchsten Spielklasse gab er im Juli 2018, als er am ersten Spieltag der Saison 2018/19 gegen die Zweitmannschaft des FC Wacker Innsbruck in der Startelf stand.
Im Jänner 2019 wechselte er zum Ligakonkurrenten SKU Amstetten. Ohne zu einem Einsatz zu kommen, verließ er den Verein nach der Saison 2018/19 und wechselte zum Regionalligisten FC Wels.